# Чорнянка (Каховський район)
Чорня́нка — село в Україні, у Таврійській міській громаді Каховського району Херсонської області. Населення становить 3504 осіб.

## Герб
Щит перетятий лазуровим і зеленим. У першій частині три зелені укорочені стовпи. У другій частині лазуровий наскрізний шестикутник, супроводжуваний знизу так само гонтом і лазуровими літерами "1791".

## Історія
Станом на 1886 рік у селі Чорненьке (Чорнянка) Каховської волості Дніпровського повіту Таврійської губернії мешкала 1081 особа, налічувалось 186 дворів, існували 2 лавки, паровий млин, цегельний завод, малярня.
На поч.ХХ ст. село належало графу Мордвінову. Управляючим маєтком графа служив Давид Бурлюк, батько відомого футуриста Давида Давидовича Бурлюка. Літом  1910 р. тут зібралися представники  російського  авангарду, художник М.Ларіонов, брати Бурлюки, поет В.Хлєбніков. Саме тут М.Ларіонов створив портрети Володимира Бурлюка, Велимира Хлєбникова, ймовірно і  Давида Бурлюка.
«Чернянка впервые упоминается в документах за 1791 г. Во время революции 1905—1907 гг. под влиянием социал-демократической агитации здесь происходили выступления крестьян. » ... «В 1923 г. была создана интернациональная сельскохозяйственная коммуна им. Коминтерна, в которую вступили 25 бедняцких семей, прибывших из Канады».
У 1920-х роках тут існувала комуна імені Комінтерна. На землях комуни Комінтерна діяв один зі стаціонарів з вивчення степів, в якому працював відомий український зоолог-еколог Іван Сахно. Стаціонар входив до дослідницької мережі Інституту Степу (центр в Асканії-Нова) під керівництвом всесвітньо відомого зоолога й еколога Володимира Станчинського.
24 лютого 2022 року село тимчасово окуповане російськими військами під час російсько-української війни.

## Населення

### Мова
Розподіл населення за рідною мовою за даними перепису 2001 року:
| Мова            | Кількість | Відсоток |
| --------------- | --------- | -------- |
| українська      | 3200      | 91.32%   |
| російська       | 280       | 7.99%    |
| циганська       | 6         | 0.17%    |
| угорська        | 6         | 0.17%    |
| білоруська      | 2         | 0.06%    |
| вірменська      | 2         | 0.06%    |
| румунська       | 2         | 0.06%    |
| інші/не вказали | 6         | 0.17%    |
| Усього          | 3504      | 100%     |